# Towarzystwo Naukowe Organizacji i Kierownictwa

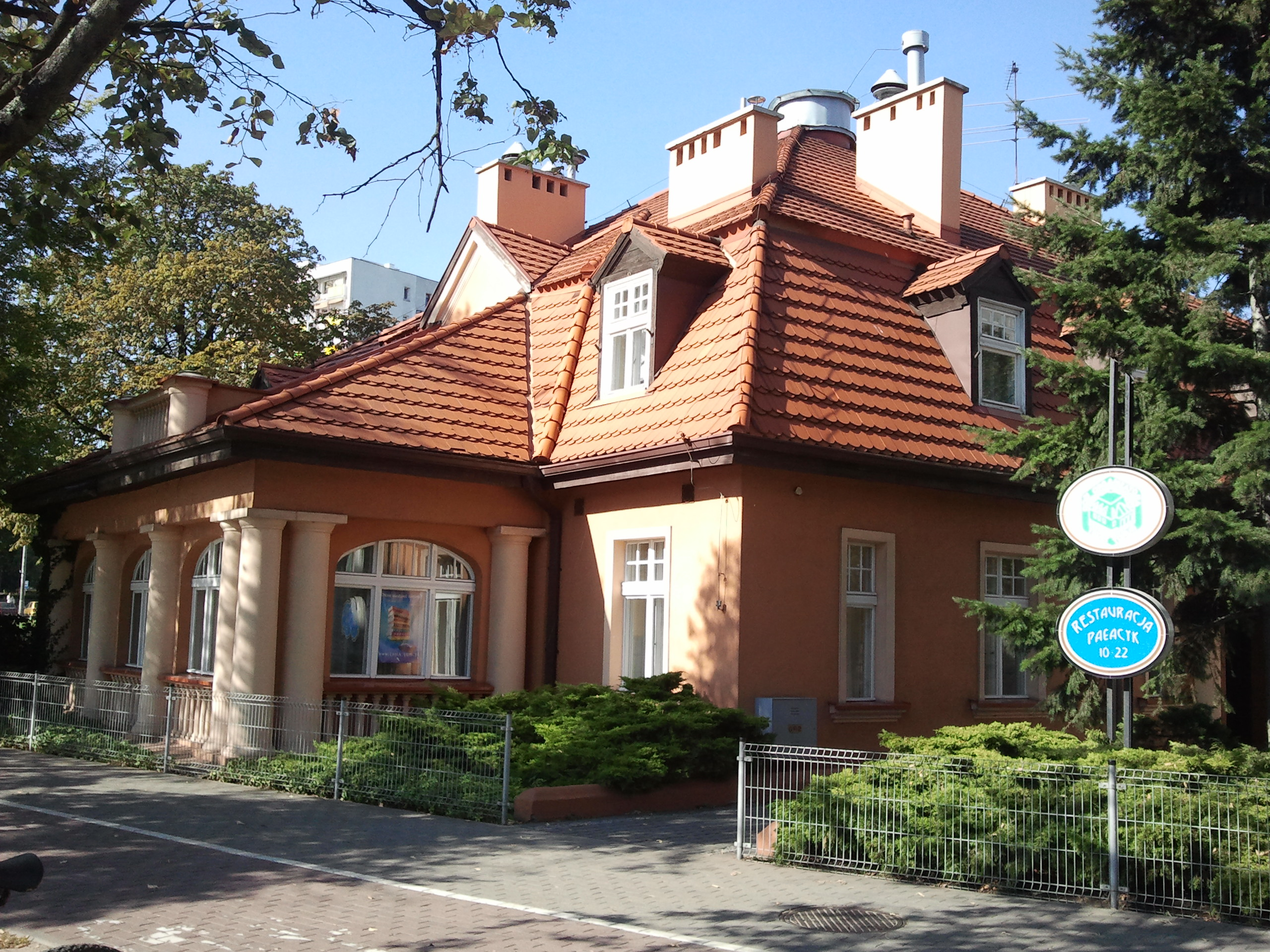
Siedziba TNOiK Domu Organizatora w Toruniu

Towarzystwo Naukowe Organizacji i Kierownictwa (TNOIK) – polska instytucja naukowa, zajmująca się problematyką zarządzania. Było jedną z pierwszych instytucji tego typu na świecie.

## Historia
- 20 kwietnia 1925 – powstanie instytucji pod nazwą Instytut Naukowej Organizacji; w gronie założycieli wiodącą rolę odegrał Karol Adamiecki (współtwórca Światowej Rady Zarządzania, World Management Council); działalność naukowo-badawcza, wydawnicza, popularyzatorska i szkoleniowa;
- 1 czerwca 1933 – zmiana nazwy na Instytut Naukowy Organizacji i Kierownictwa, nadanie osobowości prawnej;
- po 1945 – kontynuacja działalności;
- wrzesień 1948 – zmiana nazwy na Towarzystwo Naukowe Organizacji i Kierownictwa;
- grudzień 1949 – pod naciskiem władz państwowych z powodu „kultywowania kapitalistycznej ideologii” Nadzwyczajne Walne Zgromadzenie podejmuje uchwałę o rozwiązaniu;
- 1957 – wznowienie działalności, rozszerzenie aktywności o działalność gospodarczą (produkcja i rozpowszechnianie urządzeń biurowych);
- 1968 – zmiana statutu, w tym zasad rekrutacji członków, utworzenie nowych organów kierowniczych, aktywizacja działalności szkoleniowej;
- lata 70. – rozwój ilościowy Towarzystwa;
- 1981 – udział w pracach nad reformami gospodarczymi, działalność w zakresie doradztwa organizacyjnego.

Dd 1926 r. wydaje miesięcznik „Przegląd Organizacji”, a od 1963 kwartalnik „Problemy Organizacji”.

## Oddziały
Oddziały TNOiK:
- Białystok
- Częstochowa
- Dąbrowa Górnicza
- Gdańsk
- Katowice
- Kielce
- Kraków
- Lublin
- Łódź
- Poznań
- Rzeszów
- Szczecin
- Toruń
- Warszawa
- Wrocław